# Опыт Эрстеда
Опыт Эрстеда — классический опыт, проведённый в 1820 году Эрстедом и являющийся первым экспериментальным доказательством воздействия электрического тока на магнит.

## Суть опыта
Ханс Кристиан Эрстед помещал над магнитной стрелкой прямолинейный металлический проводник, направленный параллельно стрелке. При пропускании через проводник электрического тока стрелка поворачивалась почти перпендикулярно проводнику. При изменении направления тока стрелка разворачивалась на 180°. Аналогичный разворот наблюдался, если провод переносился на другую сторону, располагаясь не над, а под стрелкой.
Принято считать, что это открытие было совершенно случайно: профессор Эрстед демонстрировал студентам опыт по тепловому воздействию электрического тока, при этом на экспериментальном столе находилась также и магнитная стрелка. Один из студентов обратил внимание профессора на то, что в момент замыкания электрической цепи стрелка немного отклонялась. Позднее Эрстед повторил опыт с более мощными батареями, усилив тем самым эффект. При этом сам он в своих поздних работах отрицал случайный характер открытия: «Все присутствующие в аудитории — свидетели того, что я заранее объявил о результате эксперимента. Открытие, таким образом, не было случайностью…».

## Объяснение опыта
Согласно современным представлениям, при протекании через прямолинейный проводник электрического тока в пространстве вокруг него возникает магнитное поле, силовые линии которого представляют собой окружности с центром на оси проводника. При этом величина магнитного поля пропорциональна силе тока, текущего в проводнике, и обратно пропорциональна расстоянию до проводника:
{\displaystyle B={\frac {2i}{cr}},}
где B — модуль вектора индукции магнитного поля, i — сила тока, r — расстояние от точки наблюдения до проводника, c — скорость света (здесь использована запись в гауссовой системе единиц).
При помещении в магнитное поле вещества, имеющего ненулевой магнитный момент (магнита), на него начинает действовать момент силы Лоренца, пропорциональный индукции магнитного поля и величине магнитного момента, а также синусу угла между их векторами:
{\displaystyle M=Bp_{m}\sin \alpha ,}
где M — модуль вектора момента сил, действующих на магнитный момент, {\displaystyle p_{m}} — величина магнитного момента, {\displaystyle \alpha } — угол между векторами {\displaystyle {\vec {B}}} и {\displaystyle {\vec {p}}_{m}.}
Момент сил стремится выстроить магнитную стрелку параллельно направлению вектора магнитной индукции, то есть перпендикулярно проводнику с током. Этот эффект тем сильнее, чем выше сила тока в проводнике и чем больше сила магнита. На практике действию магнитной силы противостоят силы трения в точке крепления магнитной стрелки, поэтому эффект может быть слабо выражен.

## Роль опыта в истории физики
Описанный 21 июля 1820 года в краткой статье «Experimenta circa effectum conflictus electrici in acum magneticam» опыт стал первым экспериментальным доказательством взаимосвязи электрических и магнитных явлений.